# Villingerød Sogn
Villingerød Sogn er et sogn i Frederiksværk Provsti (Helsingør Stift).
Villingerød Kirke blev i 1906 indviet som filialkirke til Esbønderup Kirke. Villingerød blev så et kirkedistrikt i Esbønderup Sogn, som hørte til Holbo Herred i Frederiksborg Amt. Esbønderup Sogn blev ved kommunalreformen i 1970 indlemmet i Græsted-Gilleleje Kommune, der ved strukturreformen i 2007 indgik i Gribskov Kommune.
Da kirkedistrikterne blev nedlagt 1. oktober 2010, blev Villingerød Kirkedistrikt udskilt som det selvstændige Villingerød Sogn.
Stednavne, se Esbønderup Sogn.